# Calceolaria hypericina
Calceolaria hypericina là một loài thực vật có hoa trong họ Calceolariaceae. Loài này được Poepp. ex Benth. mô tả khoa học đầu tiên năm 1846.

## Hình ảnh

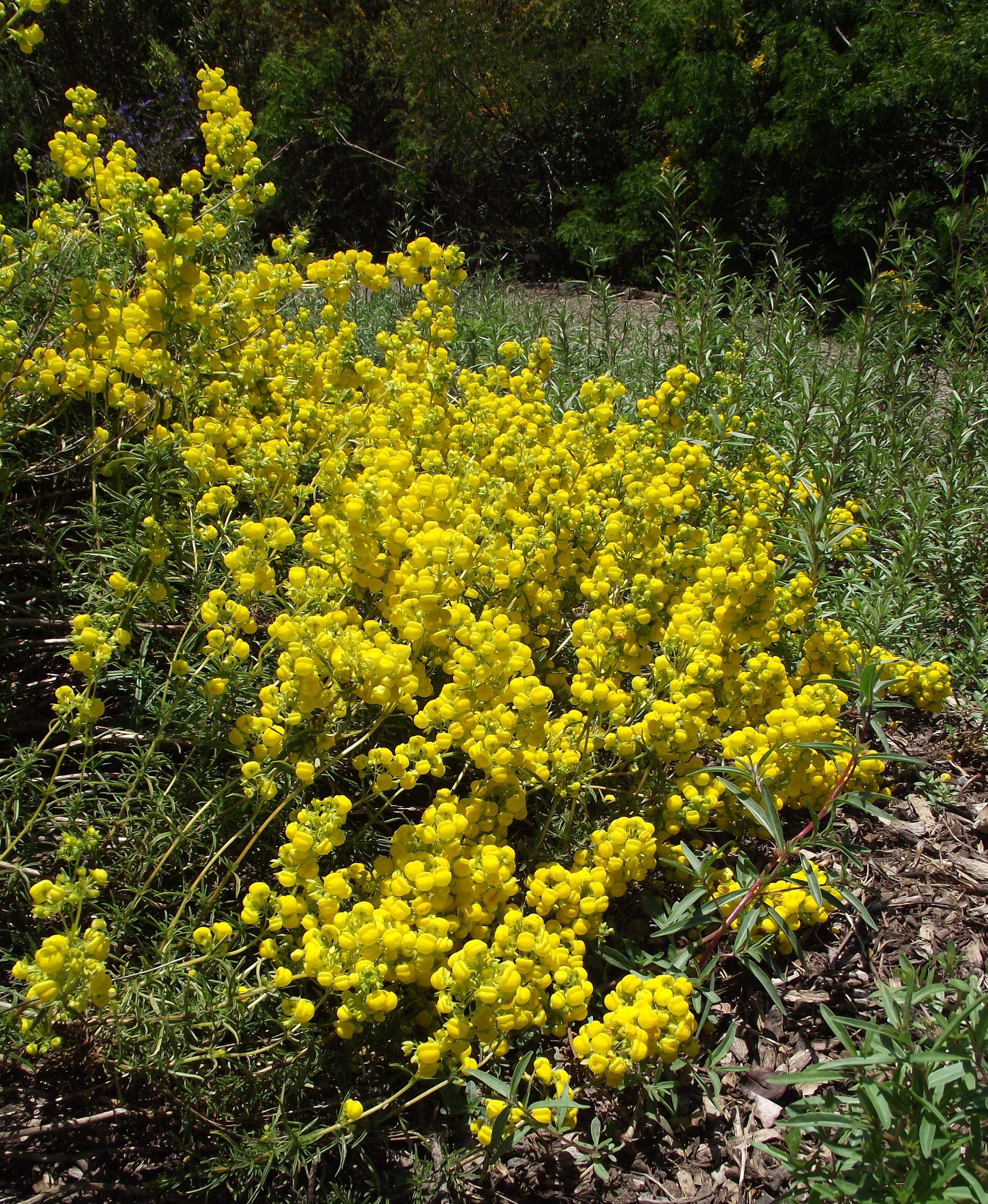